# Sinomenium acutum
Sinomenium acutum är en tvåhjärtbladig växtart som först beskrevs av Carl Peter Thunberg, och fick sitt nu gällande namn av Alfred Rehder och E.H. Wilson. Sinomenium acutum ingår i släktet Sinomenium och familjen Menispermaceae. Utöver nominatformen finns också underarten S. a. cinereum.